# Margaret Geller
Margaret Joan Geller (Ithaca, Nova Iorque, 8 de dezembro de 1947) é uma astrofísica estadunidense.

## Condecorações selecionadas
- 2010 Medalha James Craig Watson
- 2010 Henry Norris Russell Lectureship
- 2013 Prêmio Lilienfeld
- 2014 Medalha Karl Schwarzschild

## Associações
- American Astronomical Society
- União Astronómica Internacional
- Associação Americana para o Avanço da Ciência
- American Physical Society
- Academia de Artes e Ciências dos Estados Unidos (desde 1990)
- Academia Nacional de Ciências dos Estados Unidos (desde 1992)